# Lincolna aldrovandii
Lincolna aldrovandii är en stekelart som beskrevs av Girault 1940. Lincolna aldrovandii ingår i släktet Lincolna och familjen puppglanssteklar. Inga underarter finns listade i Catalogue of Life.